# Sainte-Edwidge-de-Clifton
Sainte-Edwidge-de-Clifton [sɛ̃t ɛdwidʒ də kliftən] est une municipalité de canton située dans la région de Coaticook, en Estrie, au Québec (Canada).

## Toponymie
Elle est nommée en l'honneur d'Edwige de Silésie.
« La paroisse de Sainte-Hedwidge, érigée canoniquement en 1865, est desservie comme mission dès 1862. Par la suite, un bureau de poste s'ouvre en 1867, dont l'appellation, Sainte-Edwidge, est amputée du h initial. En 1895, la municipalité du canton de Clifton sera divisée en municipalité du canton de Clifton et municipalité du canton de Sainte-Edwidge-de-Clifton ».

## Histoire

### Armoiries

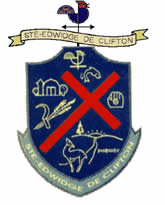
Armoiries de Sainte-Edwige-de-Clifton

«Ces armoiries identifiables à la municipalité de Sainte-Edwidge-de-Clifton représentent bien sa préoccupation de la nature, de l’espace et de l’environnement.
La vie s’organise autour et à travers l’église. Cette église omniprésente est représentée par la croix centrale ; elle unit et vivifie tous les résidents de Sainte-Edwidge-de-Clifton.
Dans une nature resplendissante, un environnement sain, la vie se développe. Tous les éléments de la nature y trouvent leur part et se partagent un soleil radieux (au pied de la croix).
Cette nature permet une agriculture florissante avec de belles grandes fermes et une variété de cultures et d’élevages (à gauche de la croix).
Nos cours d’eau limpides invitent les sportifs et les amants de la nature, sans oublier notre ferme « Pisciculture des Arpents verts » (au centre).
Sports d’été et d’hiver s’organisent pour tous les âges, les loisirs occupent une place importante (en haut, à droite).
Et, dans un tel environnement, les gens de chez-nous, tout en se rappelant un passé glorieux, envisagent l’avenir avec optimisme (telle la girouette).»

## Géographie
Elle est localisée à 16 km au nord-est de la ville de Coaticook.
Sainte-Edwidge-de-Clifton est traversée par la route 206 et la route 251.
La Rivière aux Saumons du sud-est vers le nord-ouest.

## Démographie
| 1991 | 1996 | 2001 | 2006 | 2011 | 2016 | 2021 |
| ---- | ---- | ---- | ---- | ---- | ---- | ---- |
| 564  | 530  | 533  | 440  | 484  | 504  | 546  |

## Administration
Les élections municipales se font en bloc pour le maire et les six conseillers.
| Sainte-Edwige-de-Clifton Maires depuis 2001                                                                          |                |         |          |
| Élection | Maire          | Qualité | Résultat |
| 2001 | Linda Ouellet  |         | Voir     |
| 2005 | Linda Ouellet  | Voir    |          |
| 2009 | Linda Ouellet  | Voir    |          |
| 2012 | Bernard Marion |         | Voir     |
| 2013 | Bernard Marion | Voir    |          |
| 2017 | Bernard Marion | Voir    |          |
| 2021 | Bernard Marion | Voir    |          |
| Élection partielle en italique Depuis 2005, les élections sont simultanées dans toutes les municipalités québécoises |                |         |          |

## Attraits touristiques

### Circuits Découverte
Depuis 2004, la municipalité de Martinville fait partie du Circuit Découverte, Cascades et trésors intimes, qui permet aux visiteurs de découvrir les différents attraits des municipalités de Martinville et de Sainte-Edwidge-de-Clifton.
Plusieurs attraits patrimoniaux y sont présentés comme l'église paroissiale et les magnifiques croix de chemins.

### La Voie des Pionniers
Depuis son lancement en 2010, La Voie des Pionniers compte un arrêt à Martinville. En effet, la Table de concertation culturelle de la MRC de Coaticook, créatrice du projet, a choisi d'intégrer, à son tracé, la silhouette de Wilfrid Morache, un curé très engagé dans sa paroisse.
Situé dans le tout près de l'église, le personnage de M. Morache raconte les aléas de la construction du saint temple, ainsi que les évènements régionaux importants de son époque

### La Collection Péloquin
Depuis le 8 juin 2013, il est possible d'aller visiter la collection de M. Roger Péloquin à l'hôtel de ville. M. Péloquin est un ancien résidant qui a passé des années, autant à Sainte-Edwidge-de-Clifton qu’à Coaticook, à sculpter le bois. M. Péloquin a reproduit plusieurs édifices résidentiels, institutionnels et commerciaux de la municipalité et de la ville de Coaticook.
On retrouve plus de 50 bâtiments. De plus, monsieur Péloquin a sculpté une gamme incroyable d’objets, de véhicules, d’outils pour un total d’un peu plus de 1000 objets.